# Trận Poltava
Trận Poltava (tiếng Nga: Полтавская битва, tiếng Thụy Điển: Slaget vid Poltava), còn gọi là Trận đánh Pultowa, là trận đánh lớn diễn ra vào ngày 27 tháng 6 năm 1709 theo lịch Julius giữa hai đoàn quân hùng hậu: Quân đội Nga do Sa hoàng Pyotr I thân chinh thống lĩnh, và Quân đội Thụy Điển cũng do vua Karl XII thân chinh thống lĩnh. Vua Karl XII và Sa hoàng Pyotr I bấy giờ là hai ông vua nổi tiếng nhất trên khắp thế giới.
Trong trận đánh tại Poltava, quân số Nga áp đảo quân số Thụy Điển, đồng thời Quân đội Nga cũng thắng thế về hỏa lực. Trận đánh kết thúc với phần chiến thắng hiển hách về phía Nga, chấm dứt cuộc xâm lăng của Thụy Điển vào lãnh thổ Nga. Quân đội Thụy Điển phải tháo chạy về phía Nam, và Quốc vương Karl XII sẽ còn lưu lạc ở Đế quốc Ottoman trong vòng 5 năm sau đó.
Trận Poltava diễn ra trong cuộc Đại chiến Bắc Âu do liên minh các nước Nga, Đan Mạch và Ba Lan cùng chống lại Đế quốc Thụy Điển. Chiến thắng tại Poltava là một bước ngoặt trong lịch sử Nga: nước Nga Sa hoàng đã phá vỡ vai trò cường quốc của Đế quốc Thụy Điển thời bấy giờ, và đưa nước Nga tiến lên phát triển lớn mạnh trong thập kỷ sau đó. Không những thế, với chiến thắng này, Liên minh phương Bắc của Nga hoàng Pyotr Đại Đế, Tuyển hầu tước xứ Sachsen August II và vua Đan Mạch Frederick IV nhanh chóng được củng cố.

## Diễn biến khởi đầu
Sau kỳ nghỉ đông, vào đầu tháng 4 năm 1709, Quốc vương Karl XII đang đàm phán với vua Ottoman và Hãn vương Tatar, cùng lúc đang chờ viện binh của Thụy Điển và Ba Lan đến để cùng hợp lực tiến công vào Nga. Trong khi chờ đợi, Karl XII chuyển quân xuống hướng nam, đến vị trí dự kiến viện binh từ Ba Lan và Thổ Nhĩ Kỳ sẽ tiến đến.
Poltava là một thị trấn nhỏ nhưng quan trọng về thương mại, cách Kiev 360 km về hướng đông-nam. Một bên thị trấn là hai đỉnh của dốc đứng nhìn xuống một khu đầm lầy rộng của sông Vorskla, một nhánh quan trọng của sông Dnepr. Quốc vương Karl XII quyết định công hãm Poltava dưới quyền chỉ huy phòng ngự của Đại tá Kelin để kiểm soát địa điểm chiến lược này. Ngày 1 tháng 5 năm 1709, việc công hãm bắt đầu rồi kéo dài 6 tuần.

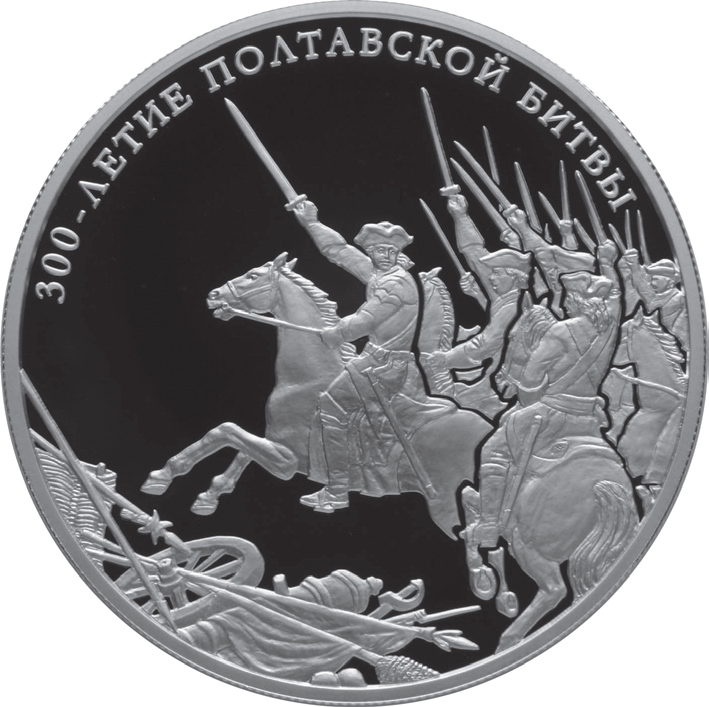
Một đồng xu của Liên bang Nga, kỷ niệm chiến thắng vang dội tại Poltava.

Trong lúc ấy, dọc con sông theo bờ đông của sông Vorskla, các lực lượng của Nga cũng đang tập trung đến. Bộ binh dưới quyền Nguyên soái Boris Petrovich Sheremetev, kỵ binh dưới quyền Vương công Aleksandr Danilovich Menshikov, và pháo binh do Tướng Bauer chỉ huy.
Các đội kỵ binh của Nga và Thụy Điển chạy dọc theo hai bờ đối diện của con sông, chạm trán với nhau hàng ngày. Tuy có quân số áp đảo, các tướng lĩnh Nga không biết phải làm gì. Họ được Kelin báo rằng ông chỉ có thể cầm cự đến cuối tháng 6. Menshikov và Sheremetev không muốn để mất thị trấn, nhưng không được chuẩn bị để giao chiến toàn diện. Menshikov báo tin cho Sa hoàng Pyotr I lúc đó đang trên đường từ Azov đến.
Ngày 4 tháng 6, Pyotr đến. Thói quen của ông là bổ nhiệm một trong những tướng lĩnh làm Tư lệnh chiến trường và chỉ nhận nhiệm vụ phó tướng, nhưng lần này ông đảm nhiệm chức vụ Tư lệnh Tối cao. Pyotr mang đến 8.000 quân mới được tuyển mộ để bổ sung vào hàng quân bây giờ chuẩn bị đánh lớn. Sự hiện diện của ông cũng nâng tinh thần cho binh sĩ. Pyotr thấy sách lược của ông đã thành tựu: kẻ thủ đã bị cô lập, vị mọi ngả đường dẫn đến Poltava đã có quân Nga đóng chốt.
Pyotr và các tướng lĩnh thấy việc Poltava thất thủ chỉ còn là vấn đề thời gian. Nếu rơi vào tay Thụy Điển, thị trấn này có thể là trung tâm điểm thu hút các lực lượng mà Karl XII mong đợi – và Pyotr kiêng dè – để tiếp tay cho vua Thụy Điển và có thể mở đường cho ông dẫn quân tiến đến Moskva. Pyotr và các tướng lĩnh đi đến quyết định lịch sử: để giảm áp lực ở Poltava và ngăn chặn sự thất thủ của thị trấn này, đại quân Nga sẽ được tung vào. Nhưng quân Nga cần phải qua bên bờ tây để tham chiến. Vào đêm 14 tháng 6, đội quân đầu tiên tổ chức vượt sông bị đánh lui. Nhưng Pyotr đã quyết tâm. Đại tá Kelin ở Poltava báo cáo rằng ông khó cầm cự được lâu thêm, và Pyotr quyết định phải hành động ngay.

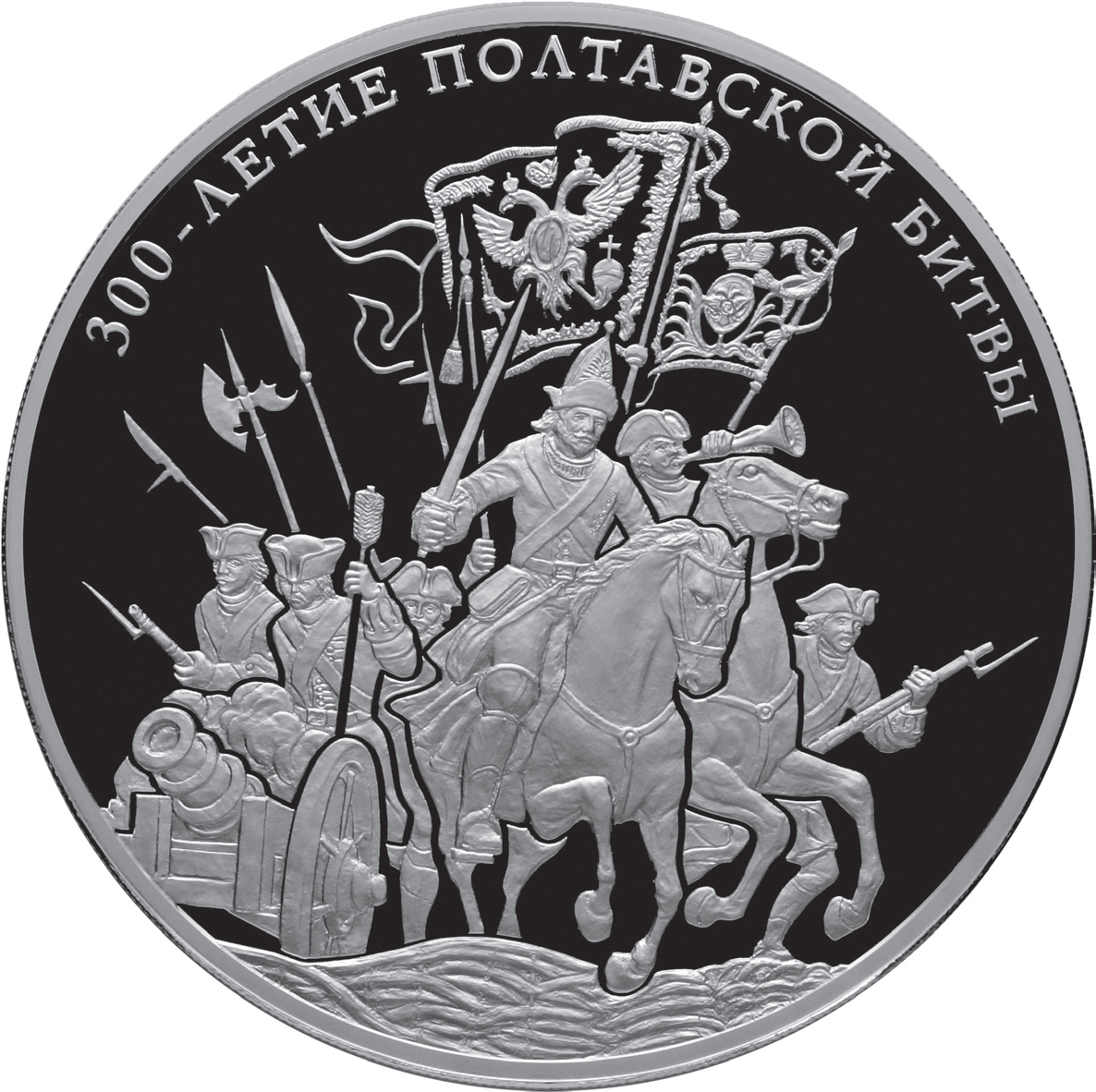
Một đồng tiền của Liên bang Nga, kỷ niệm chiến thắng hiển hách tại Poltava (1709).

Bên Thụy Điển biết rõ về việc vượt sông ở Petrovka. Trong các đêm 15 - 16 tháng 6, quân Thụy Điển được lệnh túc trực ứng chiến, dự định đợi khi một phần quân Nga đã sang sông thì dùng quân số áp đảo đánh lùi xuống sông. Nhưng trước khi kế hoạch tác chiến của Thụy Điển được triển khai, tai họa giáng xuống.
Ngày 17 tháng 6 năm 1709 là sinh nhật thứ 27 của vua Karl XII. Sáng hôm ấy, nhà vua cưỡi ngựa đến phía nam Poltava để thị sát chiến trường thì bị một viên đạn nòng dài của Nga bắn trúng. Tin tức về việc Karl XII bị thương lan nhanh khắp các doanh trại của Thụy Điển, một cú sốc cho toàn quân. Vết thương tiếp tục mưng mủ, vua Karl XII lên cơn sốt cao, và tình trạng viêm lan thêm. Khi nghe tin Karl XII bị thương, Thống chế Carl Gustaf Rehnskiöld tham khảo ý kiến các sĩ quan dưới quyền và quyết định không tấn công phía bắc như phương án đã định.
Vào buổi chiều ngày 17 tháng 6, Pyotr được tin Karl XII bị thương. Ông lập tức truyền lệnh vượt sông. Ngày 19 tháng 6, kỵ binh Nga vượt qua sông Vorskla mà không bị quấy nhiễu, và nhanh chóng lập phòng tuyến ở Semenovka. Trong các ngày 19-21 tháng 6 – trong khi Karl XII đang nằm như chết – toàn bộ quân Nga di chuyển từ đông sang bờ tây, rồi xây phòng tuyến.
Ngày 22 tháng 6, quân Thụy Điển chỉnh đốn lại tinh thần. Karl XII vẫn còn bị bệnh nặng, nhưng đã bớt sốt và tính mạng không còn bị đe dọa. Vào thời gian này, Karl XII nhận được tin cho biết viện binh Ba Lan và Thụy Điển sẽ không đến, còn bộ tộc Tatar bị Thổ Nhĩ Kỳ cấm hợp tác với Thụy Điển nên cũng không thể hội quân.
Cùng lúc, tình trạng quân Thụy Điển đang trở nên ngày một tồi tệ thêm. Đoàn quân đang bị tiêu hao dần trong các cuộc đụng độ lẻ tẻ hàng ngày mà không có người bổ sung. Thực phẩm cạn dần vì vùng xung quanh đã bị vét sạch; thuốc súng bị ẩm ướt; không có đủ đạn cho súng nòng dài. Cả đoàn quân lừ đừ và uể oải vì sức nóng mùa hè. Karl XII muốn dốc tất cả sức mạnh còn lại để tung vào trận chiến để tháo gỡ thế bế tắc. Ông dự định đánh một cú bất ngờ.
Pyotr muốn lợi dụng quân số áp đảo để buộc Thụy Điển phải tấn công một phòng tuyến vững chắc của Nga, nên ông chuẩn bị cho tình huống như thế. Đêm 26 tháng 6, quân Nga từ trại Semenovka di chuyển về hướng nam và lập một doanh trại mới chỉ cách thành Poltava 6 km về phía bắc. Ở đây, binh sĩ Nga làm việc cật lực ngày đêm, lập nên một tường thành bằng đất nện hình vuông.
Pyotr có thêm một số biện pháp phòng vệ. Mũi tiến công của Thụy Điển sẽ phải xuất phát theo con đường từ Poltava đi lên. Cách doanh trại gần 2 km về phía nam, khu đất bằng phẳng thu hẹp lại và con đường đi qua giữa rừng và vực núi phía đông và đầm lầy phía tây. Ngang khoảng giữa này, Pyotr cho đắp 6 tiền đồn nhỏ bằng đất nện, mỗi tiền đồn có 700 quân trú phòng cùng với 2 đại bác. Phía sau 6 tiền đồn này, Pyotr bố trí 7 trung đoàn kỵ binh với 13 khẩu pháo ngựa kéo, do Menshikov, tướng kỵ binh Carl Evald Ronne người Đức và Bauer chỉ huy. Toàn lực lượng trú phòng trong tiền đồn và kỵ binh này sẽ báo động và tạo phòng tuyến thứ nhất đế tiếp chiến bất kỹ mũi tiến công nào của Thụy Điển hướng ra khu đất bằng phẳng.
Ngày 26 tháng 6, Pyotr tuyên cáo với toàn quân:
| “                  | Hỡi binh sĩ: giờ khắc đã điểm khi số phận của tổ quốc ta nằm trong tay các người. Nước Nga hoặc sẽ tiêu tán hoặc sẽ hồi sinh trong huy hoàng hơn. Binh sĩ không nên nghĩ mình chiến đấu cho Pyotr, mà cho chế độ của Sa hoàng được nhân dân giao phó cho Pyotr… Phải biết rằng ông ấy không quý trọng sự sống của mình, nhưng nên hiểu rằng nước Nga phải trường tồn trong tình hiếu thảo, thanh danh và phồn thịnh. | ” |
| — Sa hoàng Pyotr I | |   |

Chiều ngày Chủ nhật 27 tháng 6 năm 1709, Karl XII triệu các tướng lĩnh và đại tá đến để truyền lệnh về kế hoạch cho trận đánh ngày hôm sau. Ông tuyên bố rằng Pyotr có quân số đông hơn, nhưng có thể khắc phục điểm này nếu áp dụng chiến thuật táo bạo. Có khả năng đánh bại quân Nga và còn có thể tóm được một chiến lợi phẩm vĩ đại: Pyotr I.
Thụy Điển bây giờ chỉ còn 25.000 quân, hơn phân nửa quân số so với lúc tiến vào đất Nga hai năm trước. Nhiều binh sĩ đã giảm sức chiến đấu do chiến thương và hoại tử mùa đông vừa qua. Bá tước Đại tướng Adam Ludwig Lewenhaupt, người sẽ chỉ huy bộ binh, muốn tung toàn bộ lực lượng vào trận chiến, nhưng Karl XII bác bỏ. Cần phải duy trì 2.000 quân công hãm Poltava để ngăn chặn quân phòng ngự xông ra trợ chiến bên Nga. Còn phải cắt cử 2.500 kỵ binh để bảo vệ hàng hậu cần. Thêm một lực lượng gồm 1.500 quân được phân tán rải rác dọc theo sông Vorskla phía dưới thị trấn để tuần tiễu đề phòng quân Nga vượt sông ở vùng này. Đội quân Cossack gồm 6.000 người không được phân nhiệm vụ tác chiến, vì nhà vua thấy rằng tính vô kỷ luật của họ sẽ chỉ làm rối loạn hàng ngũ của binh sĩ Thụy Điển đã được huấn luyện thành thục. Tổng cộng, lực lượng Thụy Điển tung ra để tấn công 42.000 quân Nga chỉ có 19.000 người.
Khi vua Karl XII trở thành một thương binh, chức vụ tư lệnh mặt trận đương nhiên được giao cho Thống chế Rehnskiöld, có địa vị cao nhất dưới Karl XII. Rehnskiöld là con người nóng tính, bị than phiền là cao ngạo và thô lỗ. Đặc biệt, Rehnskiöld không ưa thích Lewenhaupt nên không màng nói cho Lewenhaupt biết cần phải làm gì.

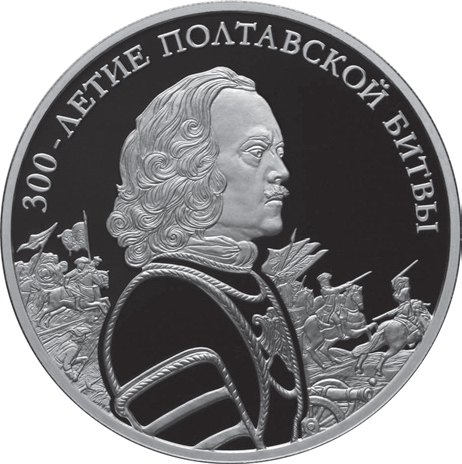
Đồng tiền kỷ niệm chiến thắng lừng lẫy của vua Pyotr I Đại Đế tại Poltava.

Phương án tác chiến mà vua Karl XII và Thống chế Rehnskiöld vạch ra là mở cuộc tấn công thần tốc trước bình minh khiến cho quân Nga bị bất ngờ, rồi đi nhanh qua các tiền đồn, phó mặc hỏa lực của quân phòng ngự. Sau đó, quân Thụy Điển sẽ rẽ sang trái và tiến đến khu đất bằng phẳng phía trước doanh trại của đại quân Nga. Bộ binh sẽ đi dọc bờ tây của đồng bằng đến vị trí tây bắc của quân Nga, trong khi kỵ binh Thụy Điển sẽ quét sạch kỵ binh của Pyotr. Khi đã đi đến vị trí giữa quân Nga và vùng nước cạn ở Petrovka, cả quân Thụy Điển sẽ di chuyển về bên phải và lập đội hình cho trận đánh lớn. Nếu kế hoạch này thành công, quân Nga sẽ bị ép lưng vào bờ sông dốc đứng và quân Thụy Điển trong tư thế sẵn sàng chiến đấu sẽ chặn đường rút lui ở Petrovka. Nếu quân Nga không muốn giáp chiến, họ cứ việc cố thủ mà chết đói.
Trong số 30 khẩu pháo còn sử dụng được, phần lớn sẽ được để lại. Đây một phần là do quyết định của Rehnskiöld. Ông có tâm lý thường thấy ở kỵ binh là không thích sử dụng pháo, và tin rằng kéo pháo qua các tiền đồn chỉ làm chậm bước tiến nhanh mà ông đòi hỏi. Hơn nữa, sẽ không có thời giờ để đặt vị trí pháo mà khai hỏa; và cũng vì phần lớn thuốc súng đã bị hư hỏng do thời tiết ẩm ướt trong mùa đông vừa qua. Do vậy, quân Thụy Điển chỉ mang theo 4 khẩu pháo.
Lúc nửa đêm, binh sĩ Thụy Điển thành lập đội hình. Cũng trong đêm này, quân Nga đang cật lực đào đất để xây một dãy bốn tiền đồn mới nằm thẳng góc với 6 tiền đồn trước. Các tiền đồn mới này hướng thẳng theo con đường đi xuống Poltava về phía doanh trại Thụy Điển, và sẽ phân mũi tấn công của Thụy Điển ra làm hai nhánh hai bên dãy tiền đồn, hướng hỏa lực vào bên sườn quân Thụy Điển đi ngang qua họ.
Yếu tố bất ngờ cho Thụy Điển đã mất. Thời gian còn lại rất ít. Rehnskiöld muốn chớp thời cơ mà ra lệnh tấn công như đã dự trù; nếu không sẽ phải bãi bỏ cả phương án tác chiến. Karl XII đồng ý, và mệnh lệnh được ban hành nhanh chóng để chỉnh sửa phương án tác chiến ban đầu. Các tiểu đoàn bộ binh giờ được chia ra năm cánh quân, trong đó bốn cánh quân tiến nhanh qua các tiền đồn mặc cho hỏa lực của địch, rồi tập họp lại ở khu đất bằng phẳng theo như kế hoạch ban đầu. Cánh quân thứ năm, gồm 4 tiểu đoàn, được lệnh tấn công 4 tiền đồn mới. Vì thế, mũi tiến công tiền phong của Thụy Điển sẽ bị dãy tiền đồn phân làm hai nhánh giống như nước chảy giữa các tảng đá phải chia làm hai dòng, và đội theo sau phải đánh phá và nếu được, tràn ngập các tiền đồn này.
Khi bộ binh Thụy Điển vẫn còn đang lập đội hình thì đại pháo Nga trong các tiền đồn phía trước đã khai hỏa, giết chết một đại úy và sáu binh sĩ. Nhất thiết phải tiến quân ngay. Lúc 4 giờ sáng, khi mặt trời vừa ló dạng trên ngọn cây, việc điều quân đã xong, Rehnskiöld ra lệnh tiến quân.

## Trận Poltava bắt đầu

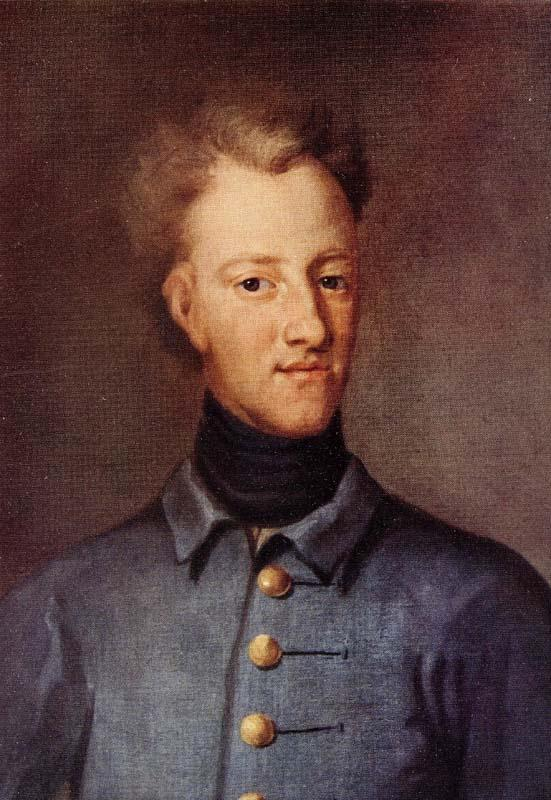
Vua Thụy Điển Karl XII.

Bộ binh Thụy Điển tiến về hướng các tiền đồn của Nga, sau họ là kỵ binh đi chậm để không vượt qua bộ binh. Phần lớn đều không để ý đến các tiền đồn, nhưng khi cánh quân trung tâm tiến đến tiền đồn đầu tiên, quân Thụy Điển tràn lên các công sự bằng đất nện chưa hoàn tất, dùng lưỡi lê chiến đấu giáp lá cà với quân phòng ngự. Hai tiền đồn đầu thất thủ. Vài đại đội sau khi đã chiếm được hai tiền đồn đầu tiên gia nhập vào hàng quân tiến qua bên trái, trong khi những người khác chuẩn bị hỗ trợ tấn công tiền đồn thứ ba đang bị hai tiểu đoàn dưới quyền Trung tướng Carl Gustaf Roos công hãm. Chính trong cuộc tấn công tiền đồn thứ ba và thứ tư mà vấn đề nguy hiểm phát sinh. Quân trú phòng tiền đồn thứ ba chống trả một cách kiên cường, đẩy lui đợt tấn công thứ nhất. Quân Thụy Điển kéo đến thêm, và cuối cùng 6 tiểu đoàn tụ tập trước chướng ngại vật này.
Vấn đề nằm ở chỗ Carl Gustaf Rehnskiöld đã giữ kín phương án tác chiến chứ không phổ biến cho người dưới quyền.Thế nên Carl Gustaf Roos không hề hiểu rằng mục tiêu chính của mình chỉ là cầm chân hỏa lực của các tiền đồn trong khi các cánh quân khác tìm cách vượt qua. Điều ông đáng lẽ phải làm khi bị đánh bật lại là rút lui rồi di chuyển đến điểm hẹn ở khu đất bằng phẳng phía sau các tiền đồn. Thay vào đó, ông chỉnh đốn hàng ngũ rồi tấn công đợt nữa. Bị đánh bật lần thứ hai, ông kiên quyết điều thêm quân để rồi 6 tiểu đoàn – 2.600 quân – của lực lượng bộ binh quý giá bị vướng vào chướng ngại vật không quan trọng này. Carl Gustaf Roos chỉ nhìn thấy mục đích duy nhất là chiếm lấy tiền đồn mà không hề biết những gì đang xảy ra với đoàn quân còn lại hoặc họ đang ở đâu. Vì thế, trong giai đoạn đầu của cuộc tấn công, ông đã phạm sai lầm căn bản.
Khi giao tranh đang xảy ra quanh các tiền đồn, hai cánh kỵ binh Nga dưới quyền Menshikov bất thình lình xông ra từ các tiền đồn để đuổi đánh bộ binh Thụy Điển. Kỵ binh Thụy Điển tiến đến tiếp chiến, và 20.000 quân hai bên hỗn chiến giữa các tiền đồn Nga. Menshikov gửi tin khuyên Pyotr nên lập tức điều toàn quân ra ứng chiến dọc theo các tiền đồn. Pyotr vẫn còn e ngại sức mạnh của Thụy Điển và không mấy tin quân của Menshikov có thể chiến đấu giỏi đến thế, nên hai lần ra lệnh cho vị tướng cứng đầu của ông phải rút lui. Cuối cùng, Menshikov đành phải tuân hành, chuyển kỵ binh về hướng bắc, giao phần lớn cho Bauer về sườn bên phải của doanh trại Nga (Ronne đã bị thương), còn ông dẫn một cánh quân nhỏ hơn lui về sườn bên trái. Từ bên trong doanh trại, đại pháo Nga bắn ra tạo thành bức màn che chở kỵ binh Nga và ngăn chặn kỵ binh Thụy Điển đuổi theo.
Cùng lúc, việc Rehnskiöld không thông báo kế hoạch tác chiến cho sĩ quan dưới quyền đang tạo nên hoang mang nơi khác. Sáu tiểu đoàn bộ binh bên cánh phải dưới quyền Lewenhaupt, có mục đích chỉ đi qua các tiền đồn để tụ họp với đại quân ở khu đất bằng phẳng, trở nên rối loạn vì màn khói và bụi mù do trận giao tranh kỵ binh tạo ra, cùng lúc hứng chịu hỏa lực từ các tiền đồn. Để bảo toàn lực lượng, Lewenhaupt di chuyển đội hình xa hơn về bên phải, tránh xa khỏi màn bụi khói và tầm bắn của Nga. Do việc di chuyển này, ông đã tạo ra một lỗ hổng lớn trong hàng ngũ Thụy Điển. Thật ra, vì không được thông báo và cũng không quan tâm đến mục đích tổng thể của Rehnskiöld, Lewenhaupt chỉ muốn dẫn quân của mình tiến về phía trước để giao chiến với đại quân của địch. Sau khi qua khỏi tiền đồn, ông dẫn quân đi xa về bên phải vì thấy địa hình bên này có vẻ bằng phẳng hơn. Với mỗi bước đi, ông và sáu tiểu đoàn càng đi xa khỏi đội hình chính.
Lewenhaupt tiến thẳng đến doanh trại chính của Nga được bố phòng vững chãi. Lúc này cả doanh trại đã chuẩn bị sẵn sàng, và khi đội quân của Lewenhaupt tiến đến, đại pháo Nga bắn về phía họ. Nhưng Lewenhaupt, mãn nguyện vì được tác chiến độc lập, không hề sợ hãi mà xua 6 tiểu đoàn tấn công lên theo như sách vở chỉ dạy. Nhưng khi tiến đến tầm đạn súng nòng dài, ông thấy có một khe núi ngăn cản hướng tiến của mình. Không hề nhụt chí, ông điều động quân đi vòng quanh chướng ngại vật này, vẫn phấn khích chuẩn bị cầm đầu 2.400 người đánh vào 30.000 quân Nga.

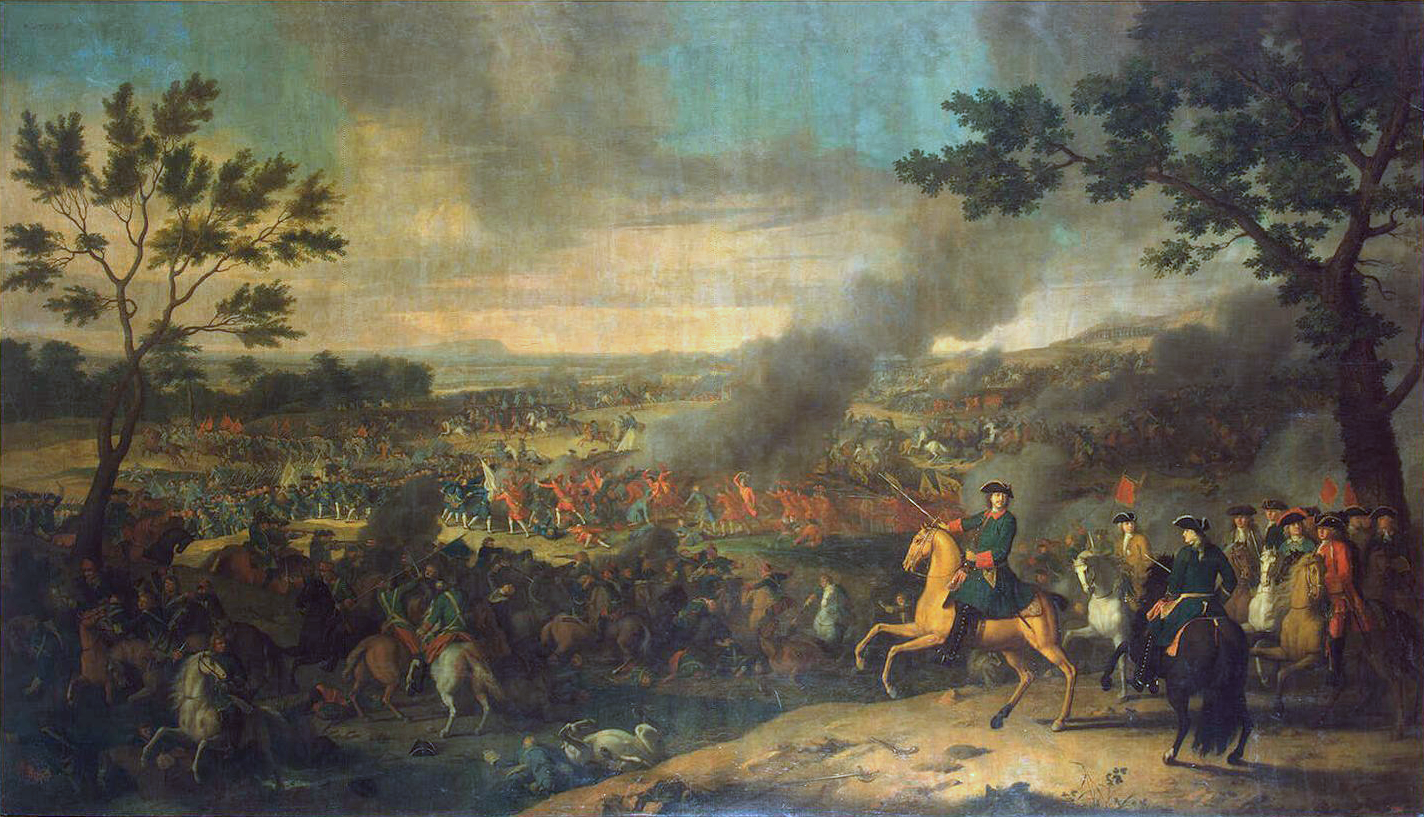
Trận chiến Poltava qua nét vẽ của họa sĩ Louis Caravaque.

Trong lúc đó, bên trái của các tiền đồn và ở về phía xa, chủ lực quân của Thụy Điển chỉ có ba sư đoàn đã tiến theo kế hoạch ban đầu, vì do chính Rehnskiöld chỉ huy. Họ tiến nhanh qua các tiền đồn, hứng chịu tổn thất nhưng nhanh chóng tập họp lại ở khu đất bằng phẳng. Các sĩ quan đi với Rehnskiöld tỏ ra hồ hởi: mọi việc đều diễn ra như kế hoạch ban đầu.
Không may là, khi Rehnskiöld nhìn quanh để tìm kiếm các cánh quân còn lại, ông không thấy ai cả. Mười hai tiểu đoàn – lực lượng dưới quyền Lewenhaupt và Roos – đã mất tích. Trong chốc lát, vị trí 6 tiểu đoàn của Lewenhaupt được tìm ra: xa về phía trước và ở bên phải, đã hứng chịu hỏa lực quá mạnh và phải đi vòng quanh khe núi ở góc tây-nam của doanh trại Nga. Rehnskiöld vội gửi liên lạc viên ra lệnh cho Lewenhaupt lập tức quay về hợp lực với đại quân. Khi nhận được lệnh, Lewenhaupt nổi giận nhưng đành phải bất mãn mà dẫn quân quay về.
Bây giờ là 6 giờ sáng. Đối với Thụy Điển, họ có một khoảng thời gian yên ắng trong trận đánh. Đại quân – với Rehnskiöld, nhà vua, kỵ binh và một phần ba của bộ binh – đã di chuyển về hướng tây-bắc, ngang qua doanh trại Nga đến một vị trí đã định trước, để từ đây họ có thể tấn công hoặc doanh trại Nga hoặc điểm vượt sông ở Petrovka. Cộng thêm 6 tiểu đoàn của Lewenhaupt, Rehnskiöld có 12 trong số 18 tiểu đoàn bộ binh.
Riêng 6 tiểu đoàn kia vẫn còn đang cố chiếm cho được tiền đồn thứ ba và thứ tư trong số 4 tiền đồn nằm thẳng góc. Ba lần Roos xua quân tấn công, ba lần quân của ông bị đánh bật lại. Cuối cùng, khi thương vong đã lên đến 40%, ông quyết định rút lui. Ông định gia nhập đại quân, nhưng không biết đại quân hiện đang ở đâu. Vì cần có thời gian để chỉnh đốn lại hàng ngũ, ông dẫn quân đi về khu rừng phía đông. Nhiều người bị thương cố bò lết để theo ông.
Trong lúc ấy, Nga hoàng Pyotr Đại đế đang đứng quan sát trên bờ thành phía tây, thấy có một khoảng trống trải dài từ doanh trại của ông đến các tiền đồn đã kháng cự Roos. Lập tức, ông truyền lệnh cho Menshikov dẫn một lực lượng hùng hậu, tất cả gồm 6.000 binh sĩ, đi tìm Roos trong khu rừng, tấn công và tiêu diệt toán quân này. Lực lượng này cũng sẽ tiếp viện cho Poltava, mà con đường dẫn đến thị trấn này đã được bỏ ngỏ.
Khi toán quân đầu tiên của Menshikov kéo tới, quân của Roos trông nhầm ra là quân Thụy Điển. Ngay trước khi họ nhận ra sự nhầm lẫn thì quân Nga đã đến sát bên. Dưới hỏa lực của Nga và bị Nga truy kích ráo riết bằng quân số áp đảo, Roos không còn cách nào khác hơn là đầu hàng. Trước khi trận Poltava nổ ra, 6 tiểu đoàn – một phần ba lực lượng bộ binh Thụy Điển – bị tiêu diệt mà không đạt được mục đích gì.
Trách nhiệm về thảm họa này có thể quy cho Roos vì đã giằng co quá lâu với các tiền đồn, hoặc quy cho Rehnskiöld vì đã không tin cậy các sĩ quan dưới quyền mà thông báo cho họ đầy đủ chi tiết trước khi xuất quân. Nhưng lỗi lầm chính ở chỗ bộ óc của quân đội Thụy Điển không còn làm việc nữa. Cái đầu óc sáng suốt, trầm tĩnh và uy quyền mà mọi người Thụy Điển luôn tuân phục tuyệt đối đã không suy nghĩ được ở trận đánh Poltava.
Ngay khi Rehnskiöld phát hiện lực lượng của Roos bị mất tích, ông gửi liên lạc viên đi trở lại để tìm hiểu chuyện gì đã xảy ra. Liên lạc viên trở về báo cáo rằng Roos vẫn còn đang tấn công các tiền đồn đầu tiên và gặp khó khăn. Rehnskiöld vội phái 2 trung đoàn kỵ binh và 2 tiểu đoàn bộ binh để tăng viện cho Roos. Trong khi đó, đại quân Thụy Điển chỉ phải chờ đợi. Họ đang đứng trong tầm đạn pháo của Nga, cách góc tây bắc của doanh trại chính không đến 2 km, ở vị trí hoàn toàn trống trải. Điều không tránh khỏi là pháo của Nga hướng nòng súng về phía họ. Đạn pháo gây thương vong cho quân Thụy Điển, hai binh sĩ vệ binh đứng gần nhà vua bị tử thương, vài đội bộ binh rút về khu rừng hướng nam để tìm chỗ ẩn náu. Chính ở thời điểm này mà Lewenhaupt và những sĩ quan khác đều tiếc rẻ cho quyết định đã để phần lớn pháo lưu lại doanh trại. Bên Thụy Điển chỉ có 4 khẩu pháo để đáp lại 70 khẩu pháo bắn từ doanh trại chính của Nga. Rồi quân tăng viện cho Roos trở về báo cáo rằng không thể đánh xuyên qua lực lượng Nga đông hơn đang bao vậy Roos.
Rehnskiöld giờ ở trong tình trạng càng lúc càng nguy hiểm. Trong hai tiếng đồng hồ, đại quân án binh bất động để chờ đợi hai sư đoàn bộ binh đi lang thang của Lewenhaupt và Roos đến điểm hẹn. Quân của Lewenhaupt đã đến, nhưng quân của Roos vẫn còn mất hút. Để lấp vào chỗ trống, Rehnskiöld phái liên lạc viên trở về đội quân Thụy Điển đang công hãm Poltava, ra lệnh cho quân trù bị đang bảo vệ xe hậu cần đến tăng viện ngay, mang theo đại pháo. Nhưng các liên lạc viên không thể đi đến nơi. Không có tăng viện cho bộ binh hoặc cho 4 khẩu pháo.

## Cuộc xáp chiến giữa hai đại quân
Đã gần 9 giờ sáng, và Rehnskiöld phải đi đến quyết định. Đại quân không thể cứ đứng yên mãi ở đây, mà phải hành động. Ông ra lệnh rút lui. Lực lượng của ông quá yếu và rủi ro quá cao. Ông định kéo quân trở lại các tiền đồn Nga, tăng viện cho Roos để vượt qua các tiền đồn, rồi khi trở về điểm xuất phát hồi rạng sáng, ông sẽ triệu tập các tiểu đoàn đang canh gác xe goòng hậu cần và đang tuần tiễu dọc bờ sông phía dưới thị trấn. Lúc đó, với đại quân 24 tiểu đoàn thay vì 12 như bây giờ, ông có thể quyết định sẽ đánh Sa hoàng ở đâu.
Nhưng khi binh sĩ của Rehnskiöld đang chuẩn bị giải tán đội hình chiến đấu mà sắp xếp hàng ngũ để di chuyển, một chuyện đáng kinh ngạc xảy ra: cả đoàn quân Nga dường như chuyển động. Các cổng đều mở toang, các cây cầu được hạ xuống, và bộ binh Nga tiến ra rồi lập đội hình để chiến đấu trước mặt doanh trại. Lần đầu tiên trong cuộc chiến, đại quân Nga đang chuẩn bị giao chiến với đại quân Thụy Điển với sự hiện diện của cả Sa hoàng Nga và vua Thụy Điển.
Bên cánh phải quân Nga là Bauer chỉ huy 18 trung đoàn kỵ binh. Ở đầu cánh cung đối diện là Menshikov chỉ huy 6 trung đoàn kỵ binh. Ở giữa là các tiểu đoàn bộ binh dưới quyền của Sheremetev và Vương công Anikita Ivanovich Repnin. Tướng Bruce, tư lệnh pháo binh, đã bố trí một số khẩu pháo trên bức tường thành đất nện để bắn qua đầu quân Nga, một số khác ở phía trước bộ binh để chặn đón quân Thụy Điển bằng những loạt đạn bắn thẳng.

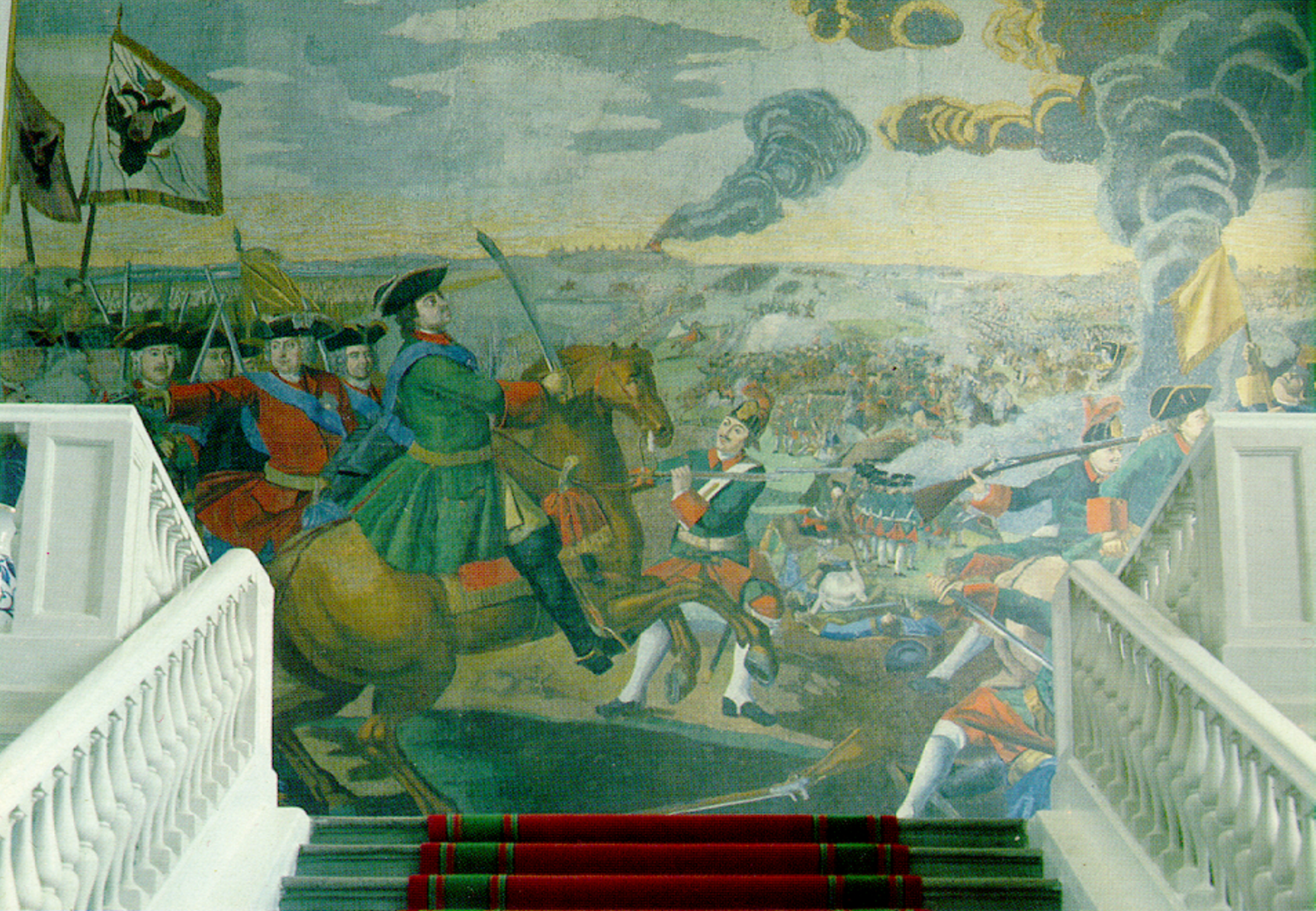
Vua Pyotr Đại đế thân chinh đánh trận tại Poltava (tranh khảm của nhà khoa học Mikhail Vasilyevich Lomonosov người Nga)

Vị trí mới của quân Nga khiến cho Rehnskiöld bị thêm vấn đề tiến thoái lưỡng nan. Nếu ông cho họ di chuyển và nếu Nga hoàng Pyotr I tấn công, đây sẽ là cuộc tàn sát. Rehnskiöld nhanh chóng ngưng cuộc rút lui, một lần nữa ra lệnh bộ binh sắp xếp lại hàng ngũ để chuẩn bị giao tranh với quân Nga.
Lúc 10 giờ sáng, quân Thụy Điển đã dàn lại thành đội hình chiến đấu. Kỵ binh Thụy Điển được đặt ở phía sau bộ binh, không phải ở hai cánh như kỵ binh của Pyotr. Bộ binh của Lewenhaupt giờ chỉ có 12 tiểu đoàn, chưa đến 5.000 quân. Đối diện ông là hai hàng bộ binh Nga tổng cộng có 24.000 quân với 70 khẩu pháo. Hy vọng duy nhất của Lewenhaupt là xuyên thủng phòng tuyến địch ở một điểm, tạo tình thế hoang mang rồi dồn lực lượng đông hơn dạt qua hai bên.
Lúc này, mâu thuẫn giữa hai vị tư lệnh chính của Thụy Điển đến hồi chấm dứt. Rehnskiöld phi ngựa đến Lewenhaupt, người sẽ chỉ huy đợt tiến công gần như vô vọng. Cầm lấy tay vị tướng bộ binh, vị Thống chế nói: "Bá tước Lewenhaupt, ông phải xuất quân tấn công kẻ địch. Xin ông hãy đảm nhận danh dự phục vụ cho Chúa thượng." Lewenhaupt ra hiệu cho quân tiến công. Lực lượng nhỏ bé một cách thảm thương: 12 tiểu đoàn tiến thành một hàng mỏng, cố gắng dàn rộng đội hình nên tạo ra nhiều khoảng trống.
Khi bộ binh Thụy Điển tiến đến, pháo Nga gia tăng cường độ, rót đạn xuống đội hình Thụy Điển, nhưng quân Thụy Điển vẫn tiến bước mà không bắn trả phát nào. Do lực lượng Vệ binh dẫn đầu, các tiểu đoàn cánh phải tiến đến tấn công hàng bộ binh đầu tiên của Nga bằng gươm và lưỡi lê. Họ đánh quân Nga trước mặt dạt ra, bắt được các khẩu pháo đã bắn vào họ khi họ tiến đến. Trong vòng ít phút, các khẩu pháo này quay nòng về phía quân Nga giờ bắt đầu thoái lui.
Lúc này, sau khi đã đạt được mục tiêu đầu tiên và chọc thủng được một phần phòng tuyến của địch, Lewenhaupt nhìn quanh tìm kỵ binh đáng lẽ phải tiến nhanh để yểm trợ cho quân ông. Nhưng không thấy kỵ binh Thụy Điển nào cả. Thay vào đó, Lewenhaupt thấy các tiểu đoàn cánh trái đang bị khó khăn nghiêm trọng vì bị đại pháo của Nga hạ nòng bắn thẳng vào họ. Hỏa lực pháo hùng hậu đến nỗi hàng ngũ Thụy Điển bị bắn tan nát; trên phân nửa bị đốn ngã trước khi tiếp cận được bộ binh Nga. Giữa cánh trái đang khốn đốn và cánh phải đang dồn lên để là một khoảng hở. Và khi cánh phải Thụy Điển càng tiến lên, khoảng hở càng rộng ra.
Pyotr cũng nhìn thấy những gì đang xảy ra, và phái một đội kỵ binh hùng hậu đánh vào khoảng trống này.
Chiến trận xảy ra đúng như Pyotr đã hy vọng và Lewenhaupt đã e sợ. Không còn bị kỵ binh Thụy Điển ngăn trở, kỵ binh Nga đánh phủ lên bộ binh Thụy Điển ở cánh phải. Đà tiến công nhanh nhẹn của Thụy Điển thực ra giúp cho chiến thuật của Pyotr được thành công hơn: họ càng tiến sâu thì càng bị vây chặt hơn trong biển người của Nga.
Kỵ binh Thụy Điển cuối cùng đã đến, nhưng không phải toàn bộ lực lượng của Rehnskiöld. Chỉ có 50 kỵ binh xuất trận vào giữa hàng ngũ bộ binh Nga, chẳng bao lâu đều bị trúng đạn, bị giáo đâm, hoặc bị kéo xuống khỏi yên ngựa. Bị tràn ngập và áp đảo, quân Thụy Điển cố rút lui, ban đầu với tính kỷ luật kiên cường, nhưng rồi khi hốt hoảng tràn lan, họ trở nên rối loạn. Sau khi hầu hết sĩ quan của ông bị thương vong, Lewenhaupt chạy tới lui giữa hàng quân đã rệu rã, cố kêu gọi binh sĩ trụ lại mà chiến đấu, nhưng chỉ hoài công.
Trong suốt giai đoạn này của trận đánh, vóc người của Pyotr vươn cao hẳn giữa hàng quân của ông. Dù khổ người cao của ông tạo ra đích nhắm rõ ràng, ông không để ý gì đến hiểm nguy và luôn ra sức kêu gọi và động viên quân của ông. Việc ông không bị thương là điều đáng lấy làm ngạc nhiên, vì ông bị bắn ba lần trong trận đánh. Một viên đạn súng nòng dài bắn rơi chiếc mũ của ông, một viên đạn khác ghim vào yên ngựa, và viên thứ ba bắn trúng ngực ông nhưng chạm vào và dội ra từ một biểu tượng cổ bằng bạc mà ông mang trên sợi dây chuyền vòng quanh cổ.
Cuộc tấn công của Thụy Điển đã tiêu tán, tuy vài đơn vị rời rạc còn tiếp tục giao chiến. Lực lượng Vệ binh Thụy Điển vẫn kiên cường như bao giờ, rồi ngã xuống nơi họ chiến đấu. Từng đại đội Thụy Điển bị bao vây rồi cùng ngã xuống khi quân Nga đổ xô đến, dùng giáo, gươm và lưỡi lê đâm chém và để họ nằm thành từng đống.
Kỵ binh Thụy Điển ở đâu? Một lần nữa, có lẽ vì họ không còn ở dưới sự điều động trực tiếp của vị tư lệnh cũ, Rehnskiöld, giờ đang cố gắng chỉ huy toàn quân. Bên cánh phải, kỵ binh bị chậm trễ khi huy động và bộ binh của Lewenhaupt đã tiến công mà kỵ binh chưa sẵn sàng để tiến theo. Khi kỵ binh có thể tiến công thì họ bị trở ngại do địa hình khó khăn. Bên cánh trái, kỵ binh Thụy Điển được phái ngăn chặn kỵ binh Nga đang quy tụ ở phía bắc. Khi vài trung đoàn kỵ binh phi đến cứu nguy cho bộ binh, họ thấy rằng thay vì cứu quân bạn, họ cần phải tự cứu mình trước: chính họ cũng bị pháo Nga bắn tan tác.
Và cuộc giao tranh tiếp diễn thêm nửa giờ đồng hồ như thế – vinh quang cho Nga hoàng Pyotr, thảm họa cho Quốc vương Karl XII. Phần lớn bộ binh Thụy Điển xông vào đội hình của Nga đều bị hạ gục. Rehnskiöld nhìn thấy tất cả những gì đang xảy ra, thét lên với Bá tước Carl Piper: "Mất hết cả rồi!" Rồi ông xông vào giữa trận tuyến, và chẳng bao lâu bị bắt làm tù binh.
Chính vua Karl XII cũng ở giữa trận chiến. Nhà vua cố gắng lớn tiếng hô hào động viên binh sĩ đang bấn loạn, nhưng không ai để ý nghe ông. Trong số 24 người được cắt cử khiêng cáng cho nhà vua, 21 người bị đốn ngã, riêng chiếc cáng bị rách xác xơ. Trong một khoảnh khắc, không có người khiêng cáng, có vẻ như nhà vua sẽ bị bắt. Thế rồi, một sĩ quan xuống ngựa và nâng Karl XII ngồi lên yên. Bông băng trên vết thương ông bị sút, máu rỉ ra. Con ngựa ông đang cưỡi bị bắn, và ông được đưa lên một con ngựa khác. Nhà vua bám lấy cổ ngựa, phi trở lại hàng quân Thụy Điển với vết thương chảy máu ròng ròng. Ông hỏi Lewenhaupt: "Bây giờ chúng ta phải làm gì?" Vị tướng trả lời: "Không còn làm được gì ngoại trừ thu thập tàn quân lại." Dưới sự che chở của kỵ binh lúc này vẫn còn khá nguyên vẹn, ông điều động những bộ binh rút về phía nam qua các tiền đồn Nga đến doanh trại ở Pushkarivka lúc đó tạm thời vẫn còn an toàn. Khi đoàn quân rút lui, các trung đoàn dự bị, pháo binh cũng như quân Cossack được bố trí phòng ngự chung quanh doanh trại để chống lại sự truy kích của quân Nga. Vào lúc giữa trưa, phần lớn tàn quân đã về đến và có thể nghỉ ngơi.
Về hướng bắc, chiến địa đã trở nên yên ắng. Sa hoàng Pyotr vui sướng cử hành lễ tạ ơn trên bãi chiến trường. Trận Poltava đã kết thúc.
Bắt đầu trận đánh với 19.000 người, quân Thụy Điển bị tổn thất 10.000, gồm 6.901 tử trận và bị thương, 2.760 bị bắt làm tù binh. Trong số sĩ quan, 300 tử trận và 260 bị bắt; số bị bắt gồm cả viên Thống chế Rehnskiöld, một Vương công Max xứ Württemberg, bốn trung tướng và năm đại tá. Bá tước Piper đi bên nhà vua suốt ngày, cuối cùng bị lẫn lộn trong đám người hỗn loạn, lang thang trên bãi chiến trường cùng với hai thư ký và cuối cùng đi đến cổng thành Poltava để đầu hàng.
Tổn thất bên Nga tương đối nhẹ – không phải là điều đáng ngạc nhiên vì phần lớn họ chiến đấu từ vị trí phòng ngự trong khi pháo của họ gầm rú trên đầu địch quân. Trong tổng số 42.000 quân, 1.345 chết và 3.290 bị thương. Số thương vong và kết quả đều đảo ngược tất cả các trận đánh trước đó giữa Pyotr và Karl XII.

## Pyotr I ăn mừng
Khi Quân đội Thụy Điển rút về Pushkarivka, Quân đội Nga không đuổi theo. Đỉnh điểm của trận đánh là khi hai bên giáp lá cà, vì thế lúc chấm dứt hàng ngũ hai bên đều bị xáo trộn. Không hoàn toàn tin là mình đã chiến thắng, bên Nga muốn cẩn trọng. Tuy nhiên, quan trọng hơn, là vua Pyotr I Đại Đế muốn tổ chức ăn mừng. Sau nhiều lần nâng cốc, ông cho triệu các tướng lĩnh và đại tá Thụy Điển bị bắt và mời họ ngồi quanh mình.

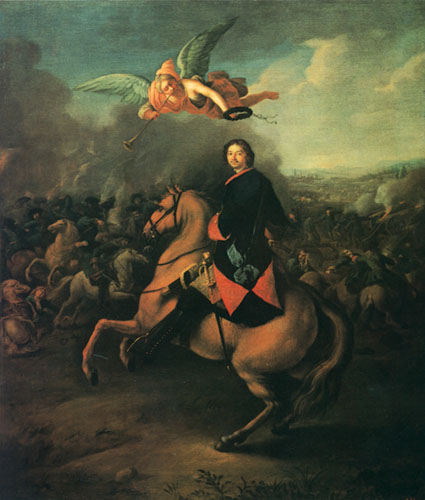
Vua Pyotr I Đại Đế thắng trận tại Poltava.

Đây là thời khắc tuyệt vời trong đời của Nga hoàng Pyotr I Đại Đế. Chín năm gian khổ và âu lo đã qua, và nỗi tuyệt vọng khi nhìn đối thủ liên tục tiến công đã hết. Tuy thế, trong sự phấn khích, Pyotr Đại Đế không tỏ ra hống hách. Ông có thái độ ý tứ, ngay cả tử tế, đối với tù binh, đặc biệt là Rehnskiöld. Khi Bá tước Piper bị giải đến, ông này cũng được mời ngồi kế Sa hoàng. Nga hoàng Pyotr I luôn nhìn ra chung quanh, chờ đợi bất kỳ lúc nào đó nhà vua Thụy Điển cũng sẽ bị giải vào. Ông hỏi đi hỏi lại: "Vua Karl XII đâu rồi vậy khanh?" Với vẻ tôn trọng, ông hỏi Rehnskiöld làm thế nào ông này dám dẫn một dúm quân như thế để xâm lăng một đất nước bao la. Vị tướng trả lời rằng nhà vua đã ra lệnh như thế, và nhiệm vụ đầu tiên của một thuộc hạ trung thành là phải tuân thủ quân vương của mình. Pyotr Đại Đế nói: "Ái khanh là người trung thực, và vì sự trung thành của ái khanh, Trẫm xin trả lại thanh gươm cho ái khanh." Rồi khi đại bác trên trường thành bắn thêm một loạt đạn chào mừng, Pyotr đứng dậy, cầm ly rượu và đề nghị chúc mừng những vị thầy của mình trong nghệ thuật chiến tranh. Rehnskiöld hỏi: "Muôn tâu Hoàng thượng, thầy của Ngài là những ai?" Pyotr đáp: "Chính là các khanh đấy." Vị Thống chế châm biếm: "Thế thì, các học trò nên cảm ơn thầy của họ."
Nga hoàng Pyotr I Đại Đế vẫn nói chuyện một cách khích động với các tù binh của ông và ăn mừng chiến thắng cho đến 5 giờ chiều, rồi có người mới nghĩ đến việc truy kích quân Thụy Điển. Lúc ấy, Sa hoàng ra lệnh cho Vương công Mikhail Mikhailovich Golitsyn dẫn lực lượng Cảnh vệ và Tướng Bauer dẫn kỵ binh đuổi theo vua Karl XII về phía nam. Sáng hôm sau, Menshikov dẫn thêm kỵ binh tham gia cuộc truy kích.

## Tiếp tục truy kích
Với sự truy kích của quân Nga, Lewenhaupt mang 14.288 người và 34 khẩu pháo ra đầu hàng mà không chống cự gì cả.
Rồi quân Nga tiếp tục truy kích đường rút lui của Karl XII lúc ấy đang cố tẩu thoát qua Đế quốc Ottoman - Thổ Nhĩ Kỳ. Thêm một trận tàn sát, để rồi cuối cùng Karl XII chỉ còn có 600 quân khi đi vào Đế quốc Ottoman. Nga hoàng Pyotr Đại Đế gọi đây là một "chiến thắng hoàn hảo".

## Tác động của trận Poltava

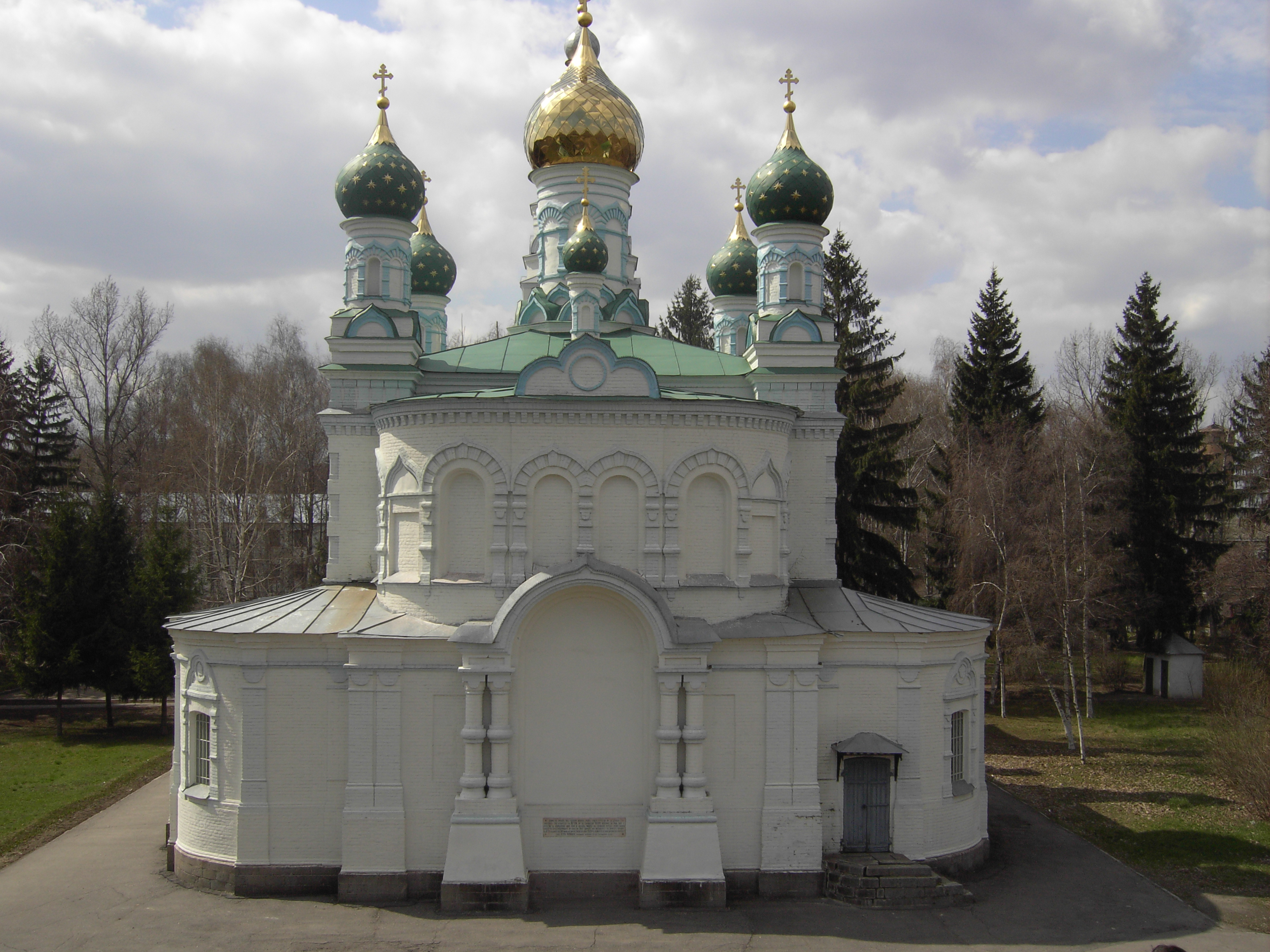
Nhà thờ Chính Thống giáo trên chiến trường xưa

Thế là, chỉ trong một buổi sáng, trận chiến Poltava đã chấm dứt cuộc xâm lăng của Quân đội Thụy Điển vào đất Nga và vĩnh viễn thay đổi cục diện chính trị châu Âu. Trước ngày này, chính khách ở mỗi quốc gia đều trông chờ đón nhận tin vua Karl XII chiến thắng thêm một lần nữa, và Quân đội Thụy Điển tiến vào Moscow, Sa hoàng Pyotr I được thay thế và có lẽ đã bị giết trong cuộc chiến. Một Sa hoàng mới sẽ được tấn phong và trở nên bù nhìn giống như Stanisław Leszczyński. Đế quốc Thụy Điển, vốn đã là quốc gia hùng mạnh nhất của phương Bắc, sẽ trở thành kẻ thống trị toàn bộ phương Bắc, nắm quyền phán xử mọi việc vùng Bắc và Đông Âu. Nước Nga sẽ bị thu nhỏ lại vì người Thụy Điển, Ba Lan, Cossack, và có lẽ cả người Thổ Nhĩ Kỳ, Tatar và Trung Quốc chia nhau xâu xé những phần đất béo bở. Kinh thành Sankt-Peterburg sẽ bị xóa khỏi bản đồ, bờ Biển Baltic sẽ bị phong tỏa, và người dân Nga vừa được vua Pyotr I khai sáng sẽ bị chặn lại trên đường cải tổ, bị đưa trở lại vào bóng tối của nước Nga thời xa xưa.
Trận chiến tại Poltava là tiếng sấm đầu tiên báo hiệu với thế giới rằng một nước Nga mới đã được khai sinh. Trong những năm về sau, các chính khách Tây Âu – vốn chỉ để tâm đến những sự vụ của Sa hoàng hơn một chút so với Hoàng đế Ba Tư hoặc Hoàng đế Ấn Độ – biết rằng phải cân nhắc cẩn thận sức mạnh và quyền lợi của nước Nga. Cán cân quyền lực mới – được thiết lập trong buổi sáng này do Quân đội Nga dưới quyền Tư lệnh chiến trường của Sa hoàng Pyotr I – sẽ được tiếp nối và phát triển suốt các thế kỷ 18, 19 và 20. Sau chiến thắng huy hoàng tại Poltava, ông tiếp tục tiến hành chinh phạt các tỉnh vùng Baltic của Đế quốc Thụy Điển, nhưng bị gián đoạn do Đế quốc Ottoman tuyên chiến với nước Nga, ông thân chinh phạt Ottoman và bị đánh bại trong trận Pruth, nhưng sớm chấm dứt chiến tranh với Đế quốc Ottoman. Đến năm 1721, cuộc Đại chiến Bắc Âu chấm dứt, Sa hoàng Pyotr I lên ngôi Hoàng đế, chuyển nước Nga thành một Đế quốc hùng cường.
Và, những năm tháng huy hoàng của vua Karl XII cũng kết thúc với trận đánh tại Poltava. Với cuộc chinh phạt của ông thất bại, ông đã đi vào lịch sử như một ông vua liều lĩnh. Vào năm 1709, sau khi Quân đội Thụy Điển chiến bại thảm hại tại Poltava, vua Đan Mạch là Frederick IV cùng với Tuyển hầu tước xứ Sachsen là August II mới lợi dụng thời cơ mà động binh xâm lược Thụy Điển. Liên quân Sachsen - Đan Mạch bị đánh bại trong trận Gadebusch (1712), nhưng giành chiến thắng trong trận Tonning (1713), mở đường cho liên quân chống Thụy Điển tiến hành cuộc vây hãm Stralsund (1713).
Trận Poltava, trận đánh lớn nhất giữa quân Nga và quân Thụy Điển trong cuộc Đại chiến Bắc Âu, cũng được coi là một chiến thắng hoàn hảo của Quân đội Nga trong cuộc triển lãm đã được khai mạc tại Viện Bảo tàng Hermitage ở thành phố Sankt-Peterburg, để kỷ niệm 300 năm ngày Nga hoàng Pyotr Đại Đế thắng trận tại Poltava - một sự kiện trọng đại trong suốt bề dày lịch sử nước Nga. Trong cuộc phỏng vấn do đài "Tiếng nói nước Nga" thực hiện, cán bộ điều phối cuộc triển lãm là ông Sergei Plotnikov cho biết:
| “                  | Chúng tôi không trình bày trận Poltava như một sự kiện riêng biệt, mà là một biểu tượng của thời đại trong bối cảnh lịch sử. Cuộc triển lãm giới thiệu mở đầu từ giai đoạn cuối thế kỉ XVII, khi liên minh các quốc gia châu Âu chống Thụy Điển được hình thành theo đề nghị của vua Pyotr I. Các nước châu Âu đồng minh đã mở cuộc chiến Phương Bắc nhằm giành lại những vùng đất của mình bị Thụy Điển tước đoạt từ cuối thế kỉ XVI và suốt thế kỉ XVII. Tiếp theo, chúng tôi giới thiệu các cuộc giao chiến đã diễn ra từ đầu chiến tranh và nguyên nhân không tránh khỏi trận đánh lớn giữa Nga và Thụy Điển. Chúng tôi cố gắng chứng minh điều quan trọng là Nga đã gần như thắng trận Poltava ngay từ phút mở đầu, nhờ vào tài nghệ chiến lược và thống soái của Nga hoàng Pyotr Đại đế. Tiếp theo, chúng tôi trình bày kết quả trận đánh, lễ khải hoàn mừng chiến thắng... | ” |
| — Sergei Plotnikov | |   |

Trong cuộc triển lãm này, người ta đã trưng bày cái yên ngựa của vua Karl XII, bị để quên trong đại bản doanh của Quân đội Thụy Điển khi ông rút quân. Mũ mão và yên ngựa của Nga hoàng Pyotr Đại Đế cũng nếm phải đạn của Quân đội Thụy Điển. Ông Sergei Plotnikov cũng giải thích về di sản của chiến thắng tại Poltava (1709):
| “                  | Tất nhiên, triển lãm cũng minh họa các sự kiện kỉ niệm sau 100, 200 và 300 năm. Chẳng hạn, hạm đội Nga qua các thời kì đều có một chiến thuyền mang tên "Poltava". Thay phiên nhau, chiếc tàu cũ đi hay bị đắm truyền lại tên cho chiến hạm mới. Tại triển lãm có trưng bày những mảnh gỗ từ thân các con tàu Poltava, kể từ chiếc đầu tiên cho đích thân vua Pyotr Đại Đế tham gia đóng. | ” |
| — Sergei Plotnikov | |   |